# (36341) 2000 NS15
2000 NS15 (asteroide 36341) é um asteroide da cintura principal. Possui uma excentricidade de 0.20797730 e uma inclinação de 2.08647º.
Este asteroide foi descoberto no dia 5 de julho de 2000 por LONEOS em Anderson Mesa.